# Server Name Indication
L'indicazione del nome del server (Server Name Indication, SNI) è un'estensione del protocollo di rete TLS, con il quale un client indica il nome dell'host a cui sta tentando di connettersi all'inizio del processo di handshaking.

## Descrizione
L'indicazione del nome del server consente a un server di presentare uno dei diversi certificati possibili sullo stesso indirizzo IP e numero di porta TCP e quindi permette a più siti web sicuri (HTTPS) (o qualsiasi altro servizio su TLS) di essere serviti dallo stesso indirizzo IP senza richiedere che tutti i siti utilizzino lo stesso certificato.
Rappresenta l'equivalente concettuale dell'hosting virtuale HTTP/1.1 basato sul nome, ma per HTTPS. Ciò consente anche a un proxy di inoltrare il traffico dei client al server giusto durante l'handshake TLS/SSL. Il nome dell'host desiderato non è crittografato nell'estensione SNI originale, per cui un utente può vedere quale sito viene richiesto.